# Cikeusal (Talaga)
Cikeusal is een bestuurslaag in het regentschap Majalengka van de provincie West-Java, Indonesië. Cikeusal telt 1617 inwoners (volkstelling 2010).